# Parco nazionale dell'Iguazú

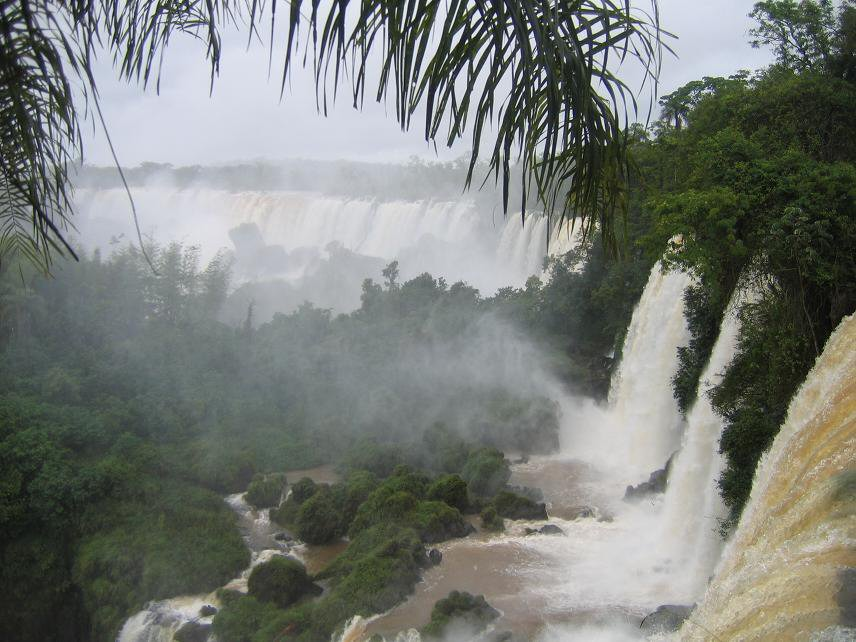
Le cascate di Iguazú viste dal lato argentino

Il parco nazionale dell'Iguazú (in spagnolo Parque Nacional Iguazú) è un parco nazionale dell'Argentina, situato al confine con il Brasile dove si trova il Parco nazionale dell'Iguaçu, da cui è separato dall'omonimo fiume. Il parco si trova nel nord della provincia di Misiones e si estende su un'area di circa 550 km², ospitando l'80% delle celebri cascate.
Il parco venne creato nel 1939 e comprende uno dei più famosi paesaggi naturalistici di tutto il Sudamerica, le cascate dell'Iguazú, immerse nella foresta tropicale che è suddivisa in più livelli: il livello più alto è costituito da alberi alti oltre 30 m; al livello più basso si incontrano arbusti, piante e specie selvatiche di yerba mate. Il parco venne inserito nell'elenco dei patrimoni dell'umanità dell'UNESCO nel 1984 e definita "una delle sette meraviglie naturali del mondo".
La fauna del parco comprende numerose specie in pericolo d'estinzione, come giaguari, tapiri, ocelotti, jaguarondi, formichieri e aquile della foresta. Altre specie che vivono entro i confini del parco sono il tucano, mammiferi come il coati e parecchie specie di farfalle.
Il fiume Iguazú sfocia nel fiume Paraná 23 chilometri a valle delle cascate, dopo un percorso lungo 1 320 chilometri; all'interno del parco diventa largo oltre 1 500 metri. Le rive del fiume sono popolate da alberi come l'Erythrina crista-galli, il cui fiore è il simbolo dell'Argentina.

## Storia

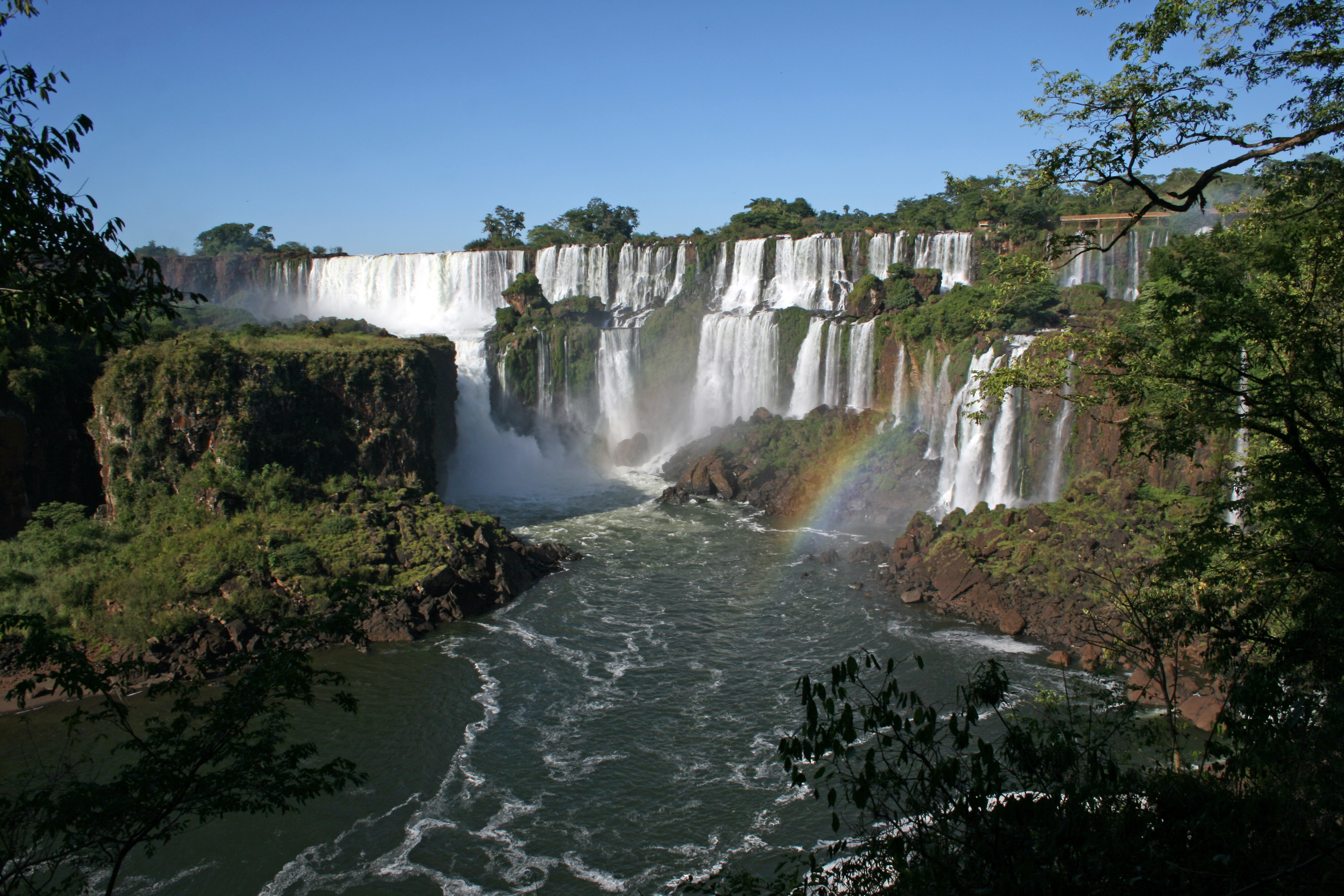
Cascate dell'Iguazú

La regione del parco era abitata già 10000 anni fa da cacciatori-raccoglitori, soppiantati nell'XI secolo dai Guaraní, provenienti dal nord, i quali irruppero nella regione e scacciarono i nativi di lingua Yê che vivevano lì all'epoca. I Guarani espansero il loro territorio, introdussero nuove tecniche agrarie e vennero a loro volta soppiantati dai conquistadores spagnoli e portoghesi nel XVI secolo, anche se il loro retaggio è ancora presente in tutta la regione. Il primo europeo a visitare questa parte di Sudamerica fu Álvar Núñez Cabeza de Vaca nel 1542 alla guida di una spedizione: arrivò alle cascate dell'Iguazú attezzandole come "Saltos de Santa María". Intorno al 1609 furono istituite nella regione le prime missioni gesuite, che rimasero per più di 150 anni. La principale delle città missionarie fu Santa María del Iguazú, di sovranità spagnola. La sua posizione è praticamente la stessa di quella dell'attuale città brasiliana di Foz do Iguaçu.
Nel 1902 il Ministero dell'Interno dell'Argentina incaricò Carlos Thays di effettuare un'indagine dettagliata delle cascate, che fu poi presa come base per la legge che istituiva il Parco Nazionale. Il 29 settembre 1909 fu sanzionata la legge n. 6712, che nei suoi articoli 5 e 6 autorizzava il Potere Esecutivo ad acquisire per acquisto o scambio un'area di terreno nell'angolo formato dai fiumi Iguazú e Paraná (...) al fine di riservarli a un grande parco nazionale e a lavori di abbellimento nelle vicinanze della grande cascata, e l'accesso alle sue cascate e per una colonia militare.
La legge n. 6712 fu rispettata con decreto del 12 marzo 1928 quando fu approvato l'acquisto dalla famiglia Ayarragaray dell'area di 75.000 ettari nell'estremo nord-ovest del Territorio Nazionale di Misiones, che il decreto poneva sotto l'amministrazione del Ministero della Guerra. Il 20 aprile 1928 fu stipulato l'atto allo scopo di istituire un parco nazionale e una colonia militare. Il 6 giugno 1928 fu preso possesso delle cascate e delle adiacenze.
La legge n. 12103, approvata il 29 settembre 1934, ha creato la Direzione dei Parchi Nazionali e i Parchi Nazionali Nahuel Huapi e Iguazú, lasciando al Ramo Esecutivo il compito di fissare i limiti di quest'ultimo con la colonia militare. Il decreto n. 64.974 dell'8 agosto 1935 trasferì l'area alla Direzione dei Parchi Nazionali, riservando 20.000 ettari a una colonia militare. Il decreto DNU n. 100 133 del 18 settembre 1941 stabilì i confini tra il Parco Nazionale dell'Iguazú e la colonia militare, riservando 500 ettari per la costruzione della città di Puerto Aguirre:
Articolo 3.- Per il Parco Nazionale dell'Iguazú saranno fissati i seguenti limiti: a nord, il fiume Iguazú dalla sua foce nell'Alto Paraná fino all'angolo nord-occidentale della colonia Manuel Belgrano; a est, il limite occidentale della Colonia Manuel Belgrano dal suo angolo nord-ovest all'angolo nord-est della Colonia Militare; a sud, il limite settentrionale della Colonia Militare; e a ovest, il fiume Alto Paraná dal torrente Sin Nombre alla foce del fiume Iguazú.
Articolo 4.- La dichiarazione di pubblico dominio, in virtù del potere conferito dall'articolo 22 della legge 12.103, è esclusa dalla dichiarazione di pubblico dominio l'area di 500 ettari, situata nell'angolo nord-ovest del Parco Nazionale dell'Iguazú, con una facciata di 2.500 m. sul fiume Alto Paraná, diretto al percorso della città di Puerto Aguirre.

### Flora
Sia sulle rive del fiume Iguazú che sulle numerose isole del delta che si formano, crescono diverse specie di alberi che si caratterizzano per il loro fabbisogno di umidità, come il curupay, l'alloro bianco, il barayú o cedro paranaense, l'aguay e il ceibo.
Nel complesso, la flora arborea del Parco Nazionale dell'Iguazú è composta da più di 90 specie, con le comunità di palma palissandro o perobá caratteristiche del luogo. Quest'ultimo è un albero che può raggiungere fino a 40 m di altezza e alla cui ombra crescono i cuori delle palme; palme i cui tronchi terminano in una gemma commestibile. C'è una grande varietà di alcune piante che vivono in un ecosistema umido. Si possono trovare anche diversi tipi di climi.

### Fauna

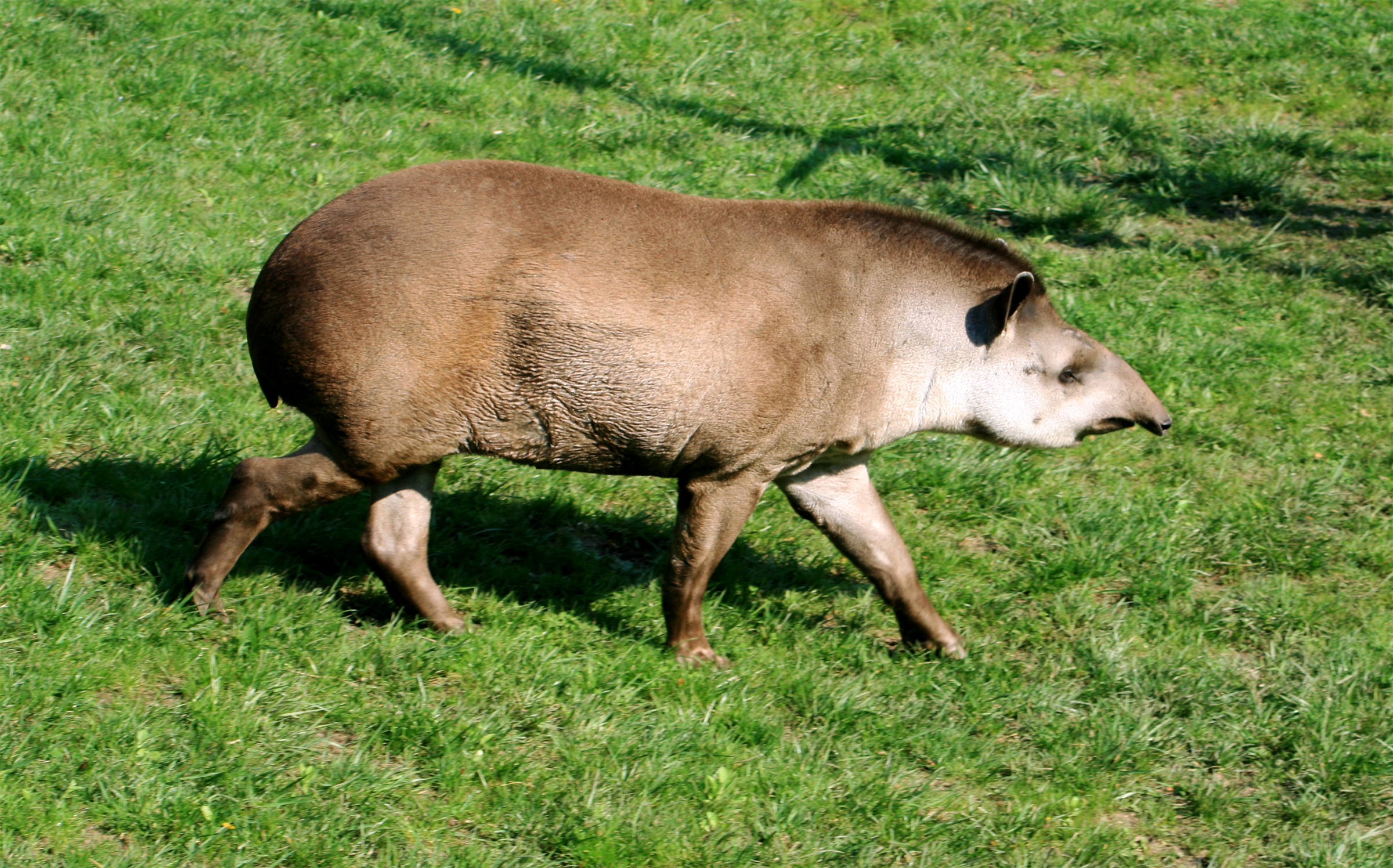
Tapiro

Giaguaro

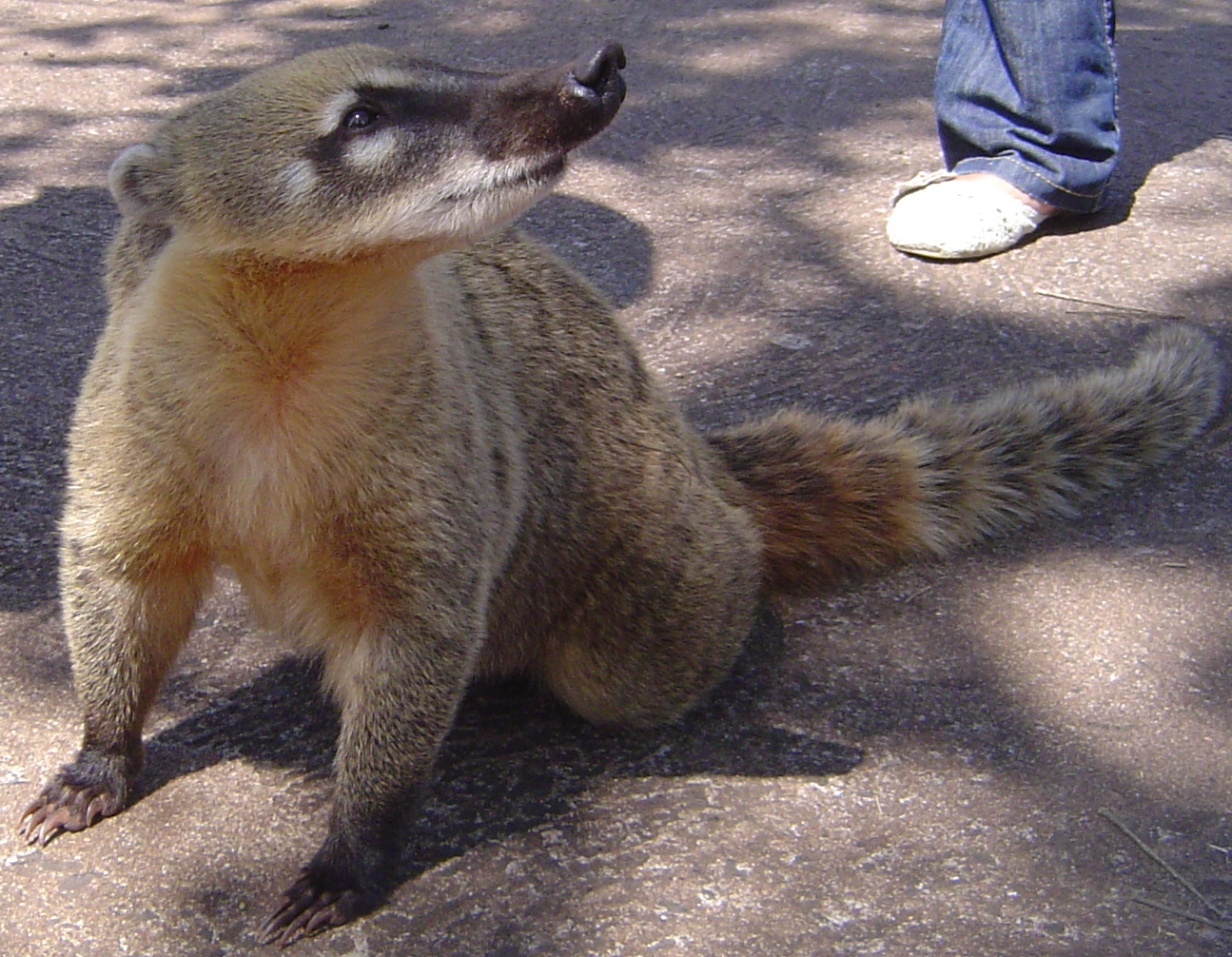
Coatí

Tra le principali specie di uccelli che abitano il luogo, dobbiamo citare i rondoni delle cascate, che volano attraverso gli interstizi delle colonne d'acqua per appollaiarsi sulla parete rocciosa, dove solitamente nidificano.
Nel settore dei camminamenti non è raro trovare coati ed esemplari del tucano maggiore, una delle 5 specie di tucani che vivono nel parco. Spicca anche l'aquila arpia.
Nelle parti soleggiate dei sentieri, soprattutto verso mezzogiorno, si possono osservare esemplari di lucertole, tronchi e sassi che si arrampicano.
Tra le specie in via di estinzione protette dal parco, si citano il giaguaro, il tapiro, l'ocelot, il giaguarondi, il formichiere gigante, il tamandúa, le aquile della giungla e il caimano.
Tra gli insetti che abbondano nei sentieri del parco ci sono le farfalle dell'ordine dei Lepidotteri, il genere Morpho e Heliconius, con la loro famiglia delle "code di rondine"; Papilionidae, altri che abbondano nel suolo o nel fango famiglia Pieridae. Per quanto riguarda le formiche, spiccano i potatori: Solenopsis, le formiche "tigre". Anche lo scarabeo "toro" e l'"arlecchino" appartengono all'ordine dei Coleotteri e nell'ordine degli Odonata alle libellule.